# Saiga-12
A Saiga-12 é uma espingarda de gáugio 12 dísponivel em uma ampla variedade de configurações, modelada com base na série de fuzis Kalashnikov e designada com o nome do antílope Saiga. Como as variantes do fuzil Kalashnikov, é uma arma de ferrolho rotativo e operada a gás que se alimenta de um carregador de caixa. Todas as configurações da Saiga-12 são reconhecidas como armas do modelo Kalashnikov pela grande alavanca de segurança no lado direito da armação, pelo trilho para montagem de acessórios no lado esquerdo da armação e pela grande tampa de poeira instalada no topo, mantida no lugar pela parte traseira do conjunto da mola recuperadora.
A Saiga-12 é fabricada pela divisão de armas da Izhmash, na Rússia. Ela foi importada anteriormente para os EUA pela European American Armouries, embora seu contrato tenha expirado em 2005 e a Izhmash tenha começado a exportar através da Russian-American Armory Company. A atual parceira de importação e exportação é a Wolf Performance Arms. A Izmash também fabrica a Saiga-20 e a Saiga-410 em gáugio 20 e .410, respectivamente, bem como os rifles de caça semiautomáticos Saiga em vários calibres de cartucho de fogo central. As forças armadas russas usam uma variante de espingarda de combate chamada KSK (Karabin Spetsialniy Kalashnikov, "Carabina Especial Kalashnikov"), com o tamanho de gáugio 12 expresso em seu métrico equivalente a 18,5 mm. O leiaute do trilho Picatinny é semelhante à versão civil 030.

## Modificações no padrão Kalashnikov

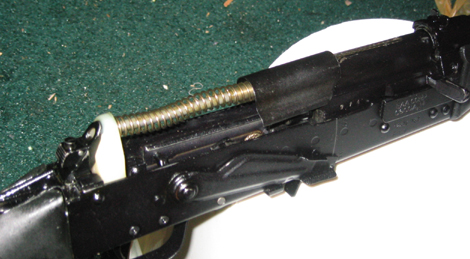
Armação (com mola recuperadora pós-venda).

A Saiga-12 incorpora vários recursos ausentes no AK-47 e armas de fogo similares.
Como os cartuchos de espingarda têm quase o dobro da largura do cartucho 7,62x39mm, a abertura de ejeção na lateral da tampa de poeira teve que aumentar de tamanho. No entanto, como o ferrolho teve que permanecer com o mesmo comprimento para caber na armação de tamanho AK-47, a seção traseira do ferrolho é coberta por uma aba deslizante de metal que passa na mola recuperadora. Isso permite que a arma seja vedada contra sujeira quando o ferrolho está para frente, mas a compressão da mola recuperadora durante o disparo move a aba para trás para ejetar os cartuchos deflagrados.
Pelo motivo provável de simplificar a produção das outras armas de padrão Kalashnikov da Izhmash, o extrator da Saiga-12 não gira, mas delega a função de trancamento do ferrolho a um engranzador de calibre neutro diretamente atrás da face do ferrolho.
A Saiga-12 incorpora um sistema ajustável de gás de duas posições, com configurações "padrão" e "magnum" para disparar cartuchos de 2-3 / 4" e 3", respectivamente. Isso ocorre porque disparar cartuchos de 3" com cargas de alta potência, como balotes e bagos, gera tanta força que a armação será danificada se toda a energia do sistema de gás for empregada sem algum tipo de amortecedor de recuo. O problema é que fazer a arma durável com cargas de alta potência tornaria mais provável a ocorrência de uma falha de ciclo com os cartuchos menos potentes de 2-3 / 4" e provavelmente não ciclaria quando usada com munição menos letal de baixa potência. Isso essencialmente lhe renderia um mecanismo de ação linear.

## Configurações comuns da Saiga-12

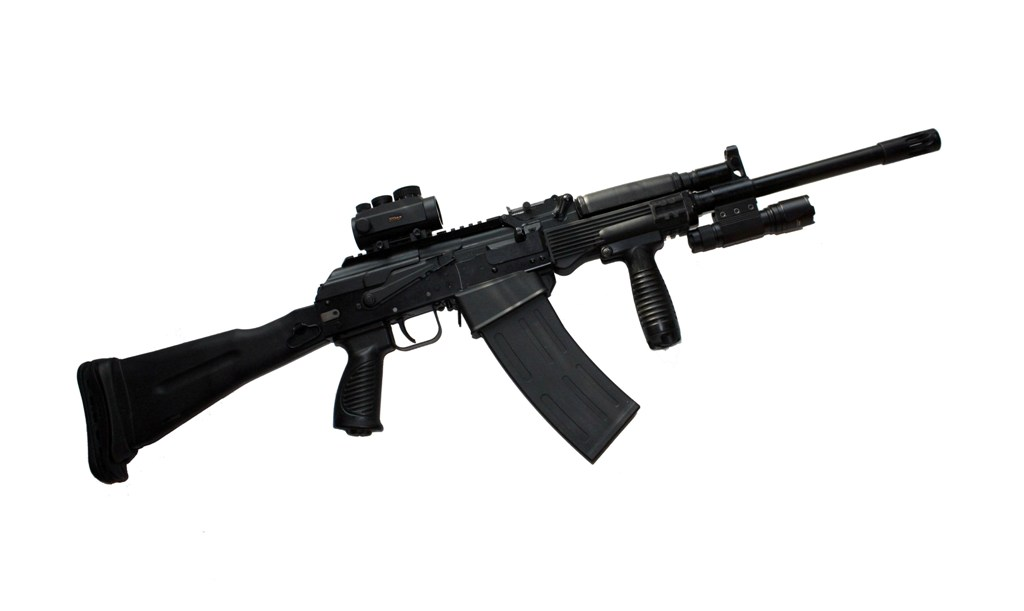
Espingarda tática Saiga-12K-030.

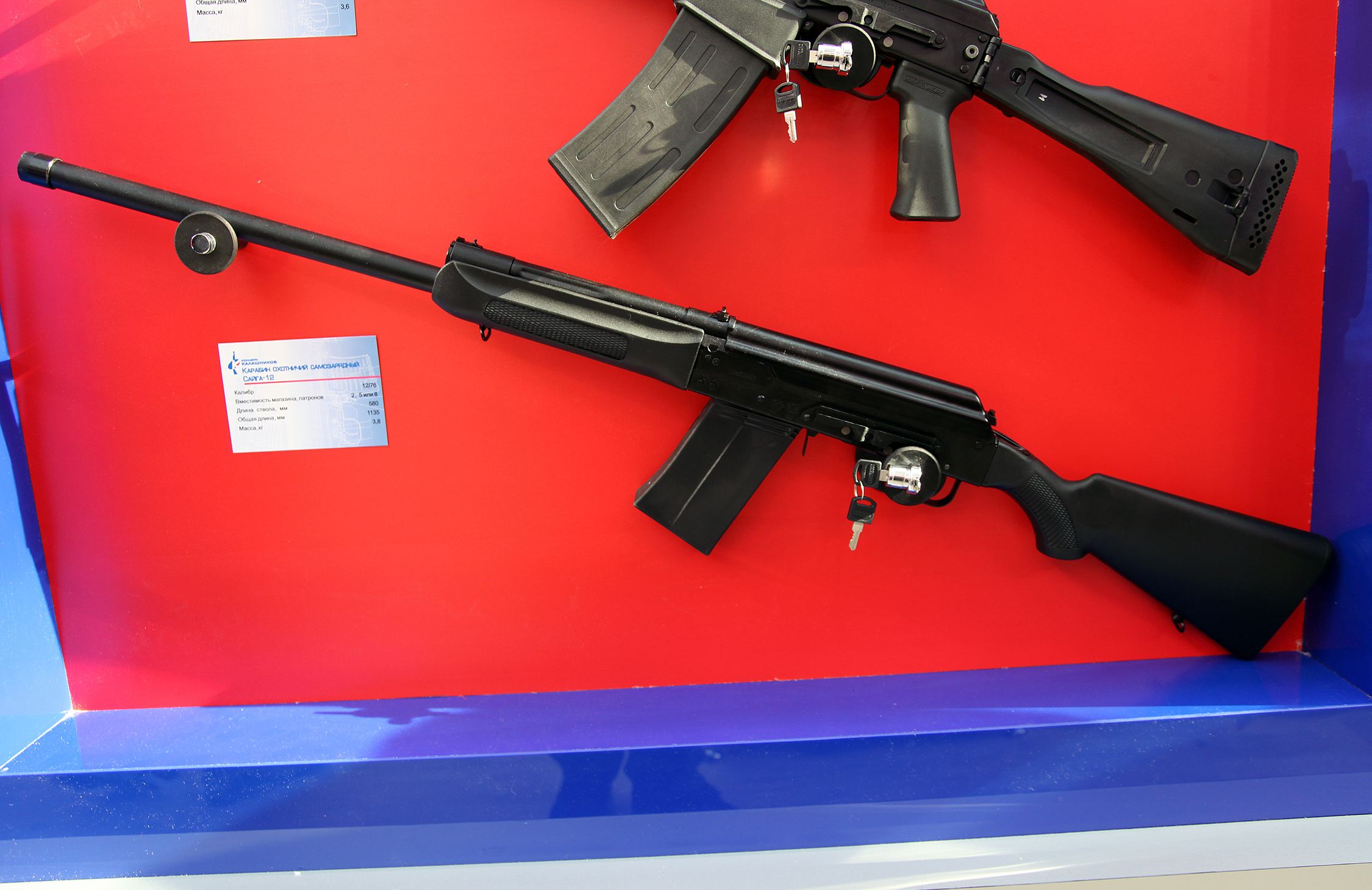
Saiga-12 com cano de 23 polegadas (584 mm).

A Saiga-12 é fabricada em várias configurações diferentes, variando de modelos de caça de aparência mais tradicional a modelos de estilo militar, utilizando a estrutura AK ou SVD. Todas essas versões estão disponíveis para compra por civis na Rússia.
Os comprimentos dos canos civis são de 430 mm e 580 mm (17 e 23 polegadas). A versão de 580 mm vem com uma coronha de fuzil tradicional ou com um cabo de pistola separado do tipo AK e coronha rebatível (versão S para "skladnaya", "dobrável"). A versão de 430 mm (K para "korotkaya", "curta") possui um cabo de pistola do estilo AK e uma coronha rebatível. A versão civil da 12K para o mercado interno russo apresenta segurança especialmente projetada, impedindo a operação com a coronha dobrada (devido às leis russas sobre armas, é ilegal possuir uma arma de fogo com um cano de comprimento inferior a 500 mm e capaz de disparar tendo menos de 800 m de comprimento). As versões "Taktika" com canos de 430 ou 580 mm apresentam vários equipamentos AK, SVD ou "Legion" originais (guarda-mãos, coronhas rebatíveis e fixas) e miras abertas do estilo AK. Chokes rosqueados opcionais estão disponíveis. Um trilho AK padrão para a montagem de equipamentos pode ser montado no lado esquerdo da armação.
Estão disponíveis carregadores de dois, cinco, sete, oito e doze cartuchos, assim como carregadores de tambor de dez, doze e vinte cartuchos. Todos os carregadores podem ser trocados com todos os modelos de gáugio 12 (às vezes pode ser necessário um encaixe menor), embora os carregadores originais de fábrica de Rússia só existam em configurações de 5, 7 e 8 cartuchos.
Antes da importação para os EUA, todas as espingardas Saiga são configuradas com uma coronha fixa tradicional de espingarda "estilo de caça" e um carregador de 5 cartuchos. Os carregadores de fábrica de 8 cartuchos não são importados nos EUA (embora sejam legais para importação em outros países), tornando-as bastante raras no mercado civil.

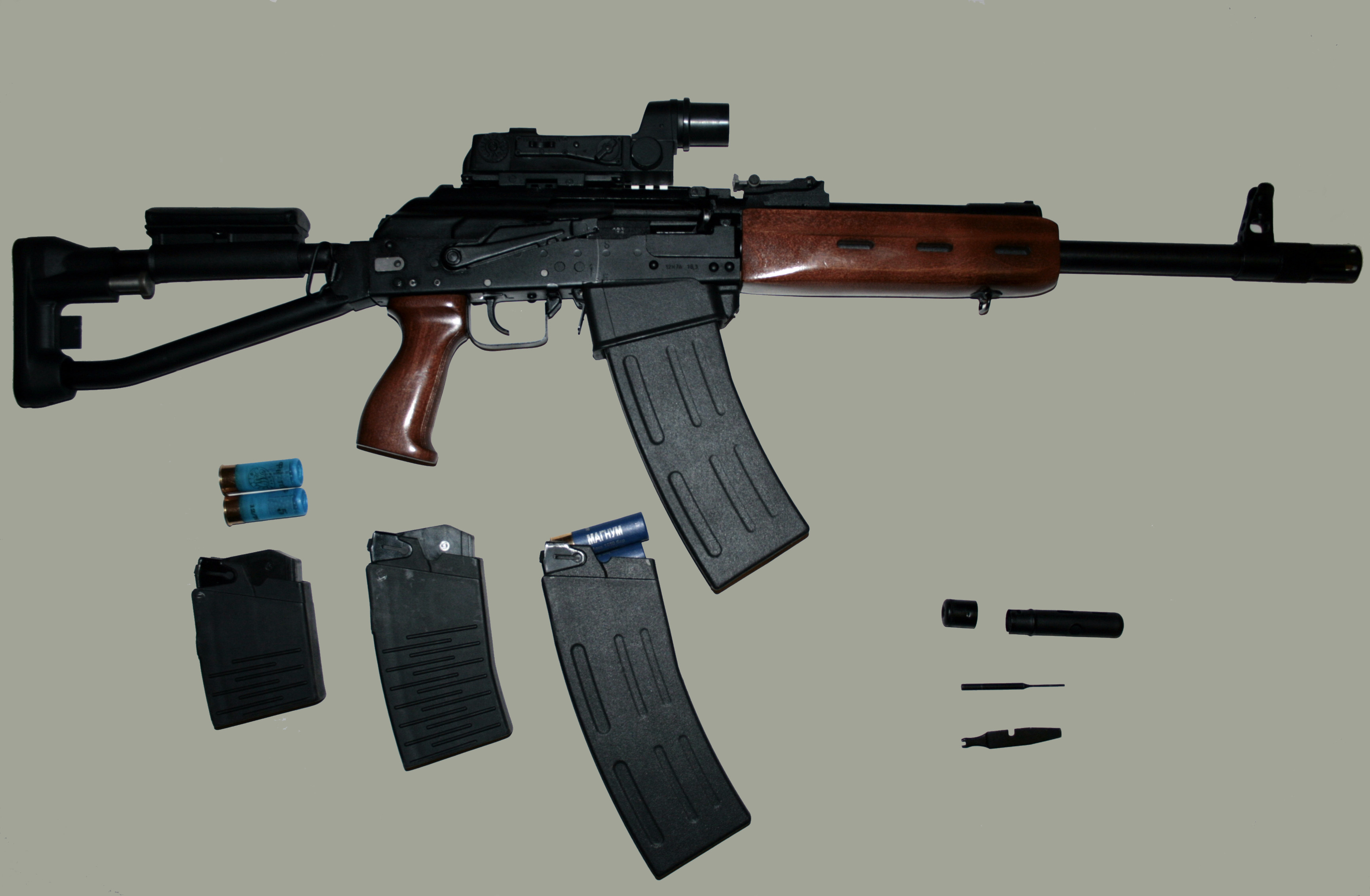
Saiga-12K-040 Taktika com mira de colimador "Kobra".

Recentemente, uma versão recém-configurada da Saiga-12 foi introduzida. Chamada de Saiga Taktika mod 040, ela possui a abertura para o carregador estendida, um sistema que mantém o ferrolho aberto quando o último cartucho for disparado e ejetado (produzido recentemente muito raramente e substituído pelo sistema de ferrolho padrão), tampa de poeira articulada com trilho Picatinny para a montagem de equipamentos, bloco de gás com trilho Picatinny e um novo carregador de 8 cartuchos (não intercambiável com os outros modelos da Saiga-12).
Esse design parece tratar das deficiências que a Saiga-12 tinha em função. O sistema tradicional de carregador "rock and lock" da AK e as dificuldades associadas ao carregador foram substituídos por um sistema de inserção vertical que permite que o carregador seja inserido com apenas uma mão. A tampa de poeira articulada com trilho Picatinny facilita a montagem de miras e fica mais próxima do eixo do cano, facilitando a visualização de miras. O sistema de trilho do bloco de gás permite a adição de lanternas de combate e cabos dianteiros verticais. O sistema que mantém o ferrolho aberto quando o último cartucho for disparado e ejetado (em inglês: "Last Round Bolt Hold Open") informa o usuário instantaneamente de que a arma está vazia e permite uma troca mais rápida do carregador.
No final de setembro de 2014, a IZ109T foi lançada nos EUA. Este modelo apresentava um cano encurtado com um freio de boca permanentemente acoplado. O comprimento do cano era de 18 polegadas (460 mm), incluindo o freio. A IZT109T também características de estilo militar, incluindo um cabo de pistola traseiro e coronha de seis posições. Várias modificações foram feitas no conjunto do gatilho e do ferrolho que permitiam a inserção de um carregador municiado sem trancar o ferrolho para trás. A IZ109T também apresentava um acabamento militar totalmente fosfatizado. 

## Variantes

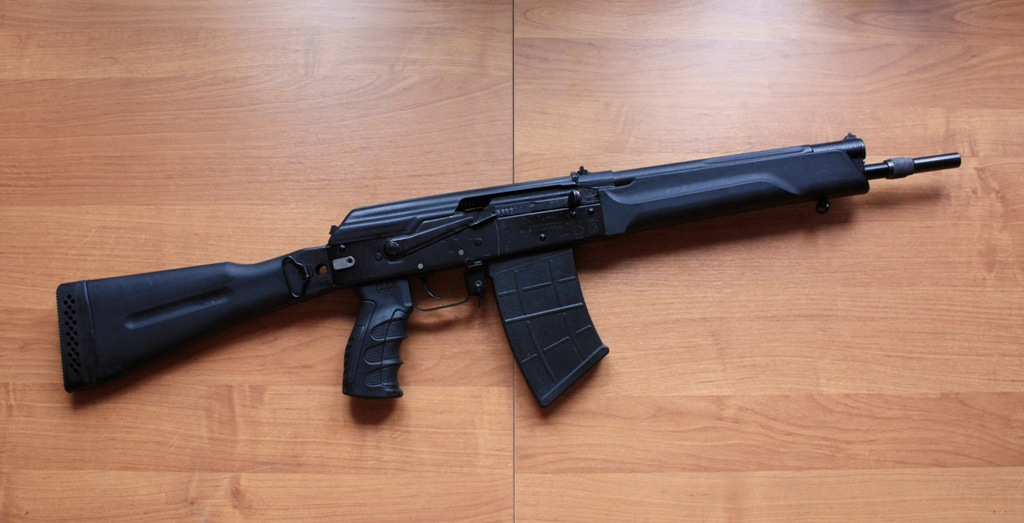
Saiga-410K de alma lisa, utilizando cartucho .410 Magnum.

A espingarda Saiga também está disponível nos calibres de gáugio 20 e .410, conhecidas como Saiga-20 e Saiga-410, respectivamente.
Uma configuração bullpup chamada Kushnapup também está disponível para todos os calibres da Saiga.
A família de fuzis semiautomáticos Saiga é uma versão esportiva dos fuzis da série AK e é comercializada para caça e uso civil. Eles são chamados de "Saiga Sporters".

## Situação legal

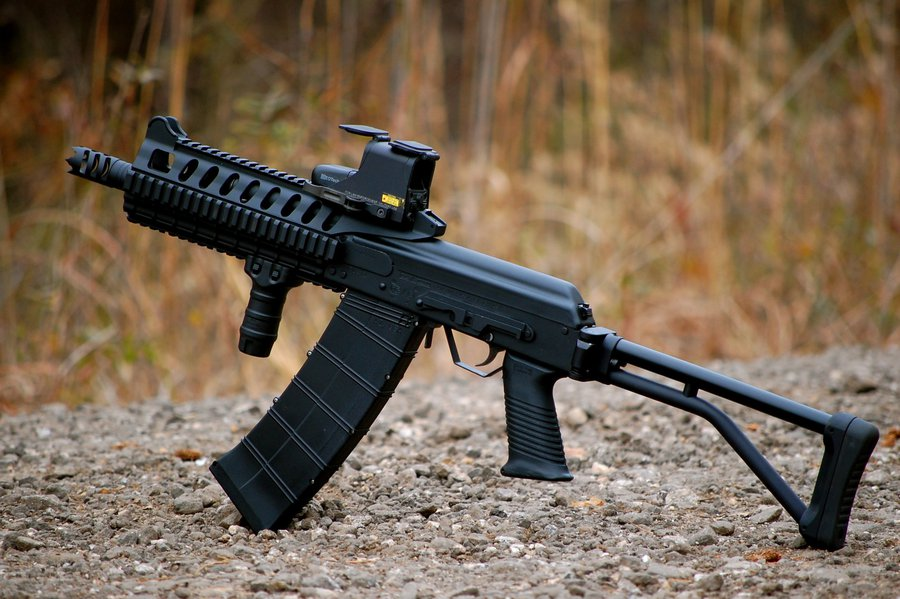
O mercado pós-venda civil dos EUA modificou a espingarda Saiga-12K.

Na Rússia, essa espingarda pode ser obtida de forma relativamente simples, exigindo apenas uma "licença de arma de alma lisa" (que é relativamente fácil de obter, em comparação com uma "licença de fuzil", que requer um período de cinco anos de posse de uma arma de alma lisa e uma licença de caça).
Em resposta à anexação da Crimeia à Federação Russa, o então presidente dos EUA, Barack Obama, emitiu a Ordem Executiva 13662 em 16 de julho de 2014, bloqueando a importação de todos os produtos da Izhmash, incluindo as espingardas e fuzis Saiga.

## Utilizadores
- Indonésia: A Saiga-12C é usada pela Agência Nacional de Narcóticos.[10]
- Cazaquistão: Certificada como uma arma civil de caça.[11]
- Quirguistão: Usada por forças policiais.[12]
- Rússia: A Saiga-12 é usada por empresas privadas de segurança;[13][14] a 18,5 KS-K foi adotada pelo Ministério de Assuntos Internos.[15]
- Ucrânia: Em 2009, a Saiga-12K Tactical foi adotada pela marinha ucraniana.[16]
- Estados Unidos: A Saiga-12 é usada pela SWAT de algumas forças policiais.[17][18]